# Herb obwodu amurskiego

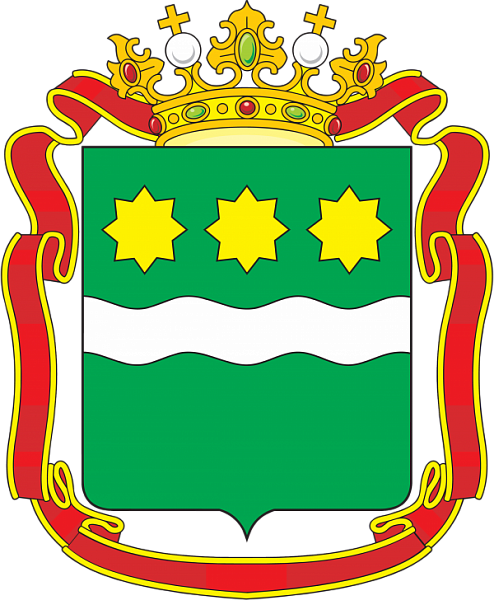
Herb obwodu amurskiego

Herb obwodu amurskiego przedstawia na tarczy francuskiej w polu zielonym pas falisty srebrny. W głowicy znajdują się trzy ośmiopromienne złote gwiazdy. Tarcza okolona jest złotymi dębowymi gałęziami przeplecionymi czerwoną wstęgą. Na tarczy widnieje korona.
Herb przyjęty został 16 kwietnia 1999 roku i nawiązuje do herbu obwodu przyjętego 5 lipca 1878 roku. Jest jednocześnie herbem Błagowszczeńska, stolicy obwodu.

## Galeria

Herb Błagowszczeńska - podstawa opracowania herbu regionu
Herb guberni amurskiej

## Literatura
- И.В.Борисов, Е.Н.Козина "Гералъдика России". Москва 2006.